# 巴鲁大家鼠
巴鲁大家鼠（学名：Rattus baluensis）为東馬特有的大家鼠屬物种，只分布於基納巴盧山和担布尤贡山。其与马来王猪笼草之间存在着互惠关系。与山地树鼩一样，其也会取食猪笼草捕虫笼笼盖下的蜜液，并将粪便排泄到捕虫笼内。